# 벡 에어
벡 에어(카자흐어: Бек Эйр, 영어: Bek Air)는 카자흐스탄의 항공사였다. 벡 에어 2100편 추락 사고의 여파에 따른 항공사의 경영 사정이 좋지 않아 결국 폐업하게 되면서 사실상 소멸되었다.

## 역사
이 항공사는 1999년 비즈니스 제트 운영사인 '버켓 항공'으로 설립됐으며 이후 국내 스케줄 서비스를 시작했다. 2008년 벡 에어는 현재 이 회사의 거점 공항인 오럴 아크졸 공항의 주식을 매입했다. 벡 에어는 열악한 공항 활주로 재구축을 위해 매달 KZT1000만 달러(3만 달러)를 투자하기로 했다.
2011년, 그 항공사는 벡 항공으로 재상장되었다.
벡 에어 2100편 추락 사고에 이어 2019년 12월 27일 카자흐스탄 정부의 추가 통보가 있을 때까지 항공사 운항을 중단했다. 2020년 4월 17일, 카자흐스탄 항공청(AAK)은 항공사의 안전 위반을 시정하지 못한 것을 지적하면서, 회사가 항공사 운영을 수행하기 전에 새로 완전한 인증을 받아야 한다는 내용을 벡 에어 항공사의 항공 운영자 증명서와 나머지 포커 100 항공기의 내공성 증명서라고 한다.

## 운항 노선
벡 에어는 중단하기 전까지는 다음과 같이 운항해 왔었으며, 국내선을 운항했다.
- 카자흐스탄
  - 아크타우 – 아크타우 공항
  - 아크토베 – 아크토베 공항
  - 알마티 – 알마티 국제공항
  - 애티라우 – 애티라우 공항
  - 키질로다 – 키질로다 공항
  - 아스타나 – 누르술탄 나자르바예프 국제공항
  - 오럴 – 오럴 아크졸 공항 허브
  - 오스케멘 – 오스케멘 공항
  - 파블로다 – 파블로다 공항
  - 샤임켄트 – 샤임켄트 공항

## 보유 기종
- 2020년 1월 기준으로 벡 에어는 다음과 같이 보유해 왔었다.

### 퇴역 기종
- 야코블레프 Yak-40
- 투폴레프 Tu-154
- BAC 1-11
- 다쏘 팔콘 20

## 사건 및 사고
- 2019년 12월 27일, 누르술탄으로 향하던 벡 에어의 포커 100이 알마티 국제공항에서 이륙하고 직후 추락해 탑승자 98명 중 12명이 숨졌다. 항공기는 상승할 수 없었고 레이더에 잡히지 않았다. 벡 에어는 콘크리트 벽과 공사중인 2층 건물과 충돌했다. 이에 따라 벡에어의 사고 후 운항 허가가 당국에 의해 중단됐다.